# Serruelles
Serruelles ist eine französische Gemeinde mit 67 Einwohnern (Stand 1. Januar 2022) im Département Cher in der Region Centre-Val de Loire; sie gehört zum Arrondissement Saint-Amand-Montrond und zum Kanton Trouy.

## Bevölkerungsentwicklung
Quelle: INSEE
| - 1805: 176 - 1816: 176 - 1831: 187 - 1878: 115 - 1888: 115 - 1935: 075 - 1945: 075 - 1959: 067 - 1962: 045 - 1968: 057 | - 1975: 45 - 1982: 52 - 1990: 61 - 1999: 58 - 2004: 58 - 2008: 62 - 2012: 58 |

Ab 1962 nur Einwohner mit Erstwohnsitz.